# 维托尔德·瓦什奇科夫斯基
维托尔德·扬·瓦什奇科夫斯基（波蘭語：Witold Jan Waszczykowski，發音：[ˈvitɔlt vaʂt͡ʂɨˈkɔfskʲi] ⓘ，1957年5月5日—），波兰政治人物。曾任外交部长、众议院议员。2019年起任欧洲议会议员。

## 生平

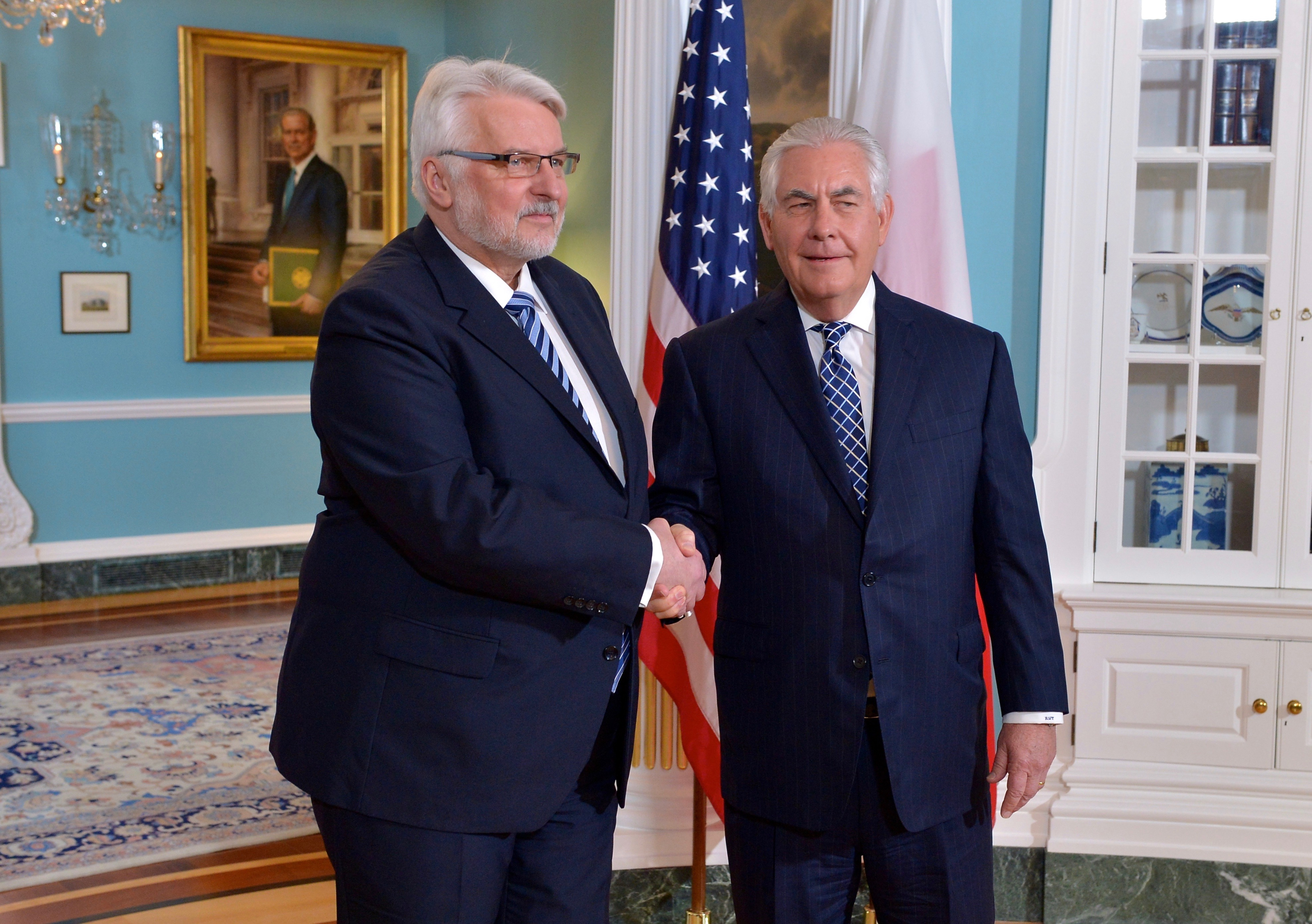
维托尔德·瓦什奇科夫斯基与美国国务卿雷克斯·蒂勒森在华盛顿美国国务院会见（2017年）

1957年生于波兰人民共和国彼得庫夫特雷布納爾斯基。1980年毕业于罗兹大学哲学与历史系，留系任助教。1991年毕业于美国俄勒岡大學国际研究系。1992年至1993年，在瑞士日内瓦安全政策中心进修国际安全和军备控制，1993年获历史学博士学位。
1992年进入波兰外交部工作。1996年任欧洲组织司副司长、安全政策司副司长。1997年至1999年，任波兰常驻北约布鲁塞尔代表团副团长。1999年至2002年，任波兰驻伊朗大使。
2003年，在波兰外交部外交政策与规划司工作。2005年，任非洲和中东司副司长。2005年任外交部副部长，曾任波兰与美国导弹防御系统谈判首席代表。
2008年至2010年，任国家安全局副局长。2011年当选众议院议员。2015年再次当选。
2015年11月，在貝婭塔·席多内阁出任外交部长。2019年，当选欧洲议会议员。